# 毛泰
毛泰（1443年—？），字時亨，河南開封府蘭陽縣人，民籍，明朝政治人物。
河南鄉試第七十名舉人，成化五年（1469年）中式乙丑科會試第一百十四名，三甲第一百三十一名進士。歷任秦州知州、四川重慶府知府，弘治年間討伐貴州苗亂，調鎮遠府知府。
曾祖毛天祥；祖父毛倫，教諭；父毛存誠，監察御史。